# Elmer Johnson
Elmer C. Johnson (23 gennaio 1910 – River Grove, 7 luglio 1988) è stato un cestista e giocatore di baseball statunitense, professionista nella NBL.

## Carriera
Giocò per due stagioni nella NBL, disputando complessivamente 41 partite con 2,8 punti di media.